# Lignydesmus panamanus
Lignydesmus panamanus är en mångfotingart som beskrevs av Loomis 1961. Lignydesmus panamanus ingår i släktet Lignydesmus och familjen kuldubbelfotingar. Inga underarter finns listade i Catalogue of Life.